# 上海长途电话局旧址

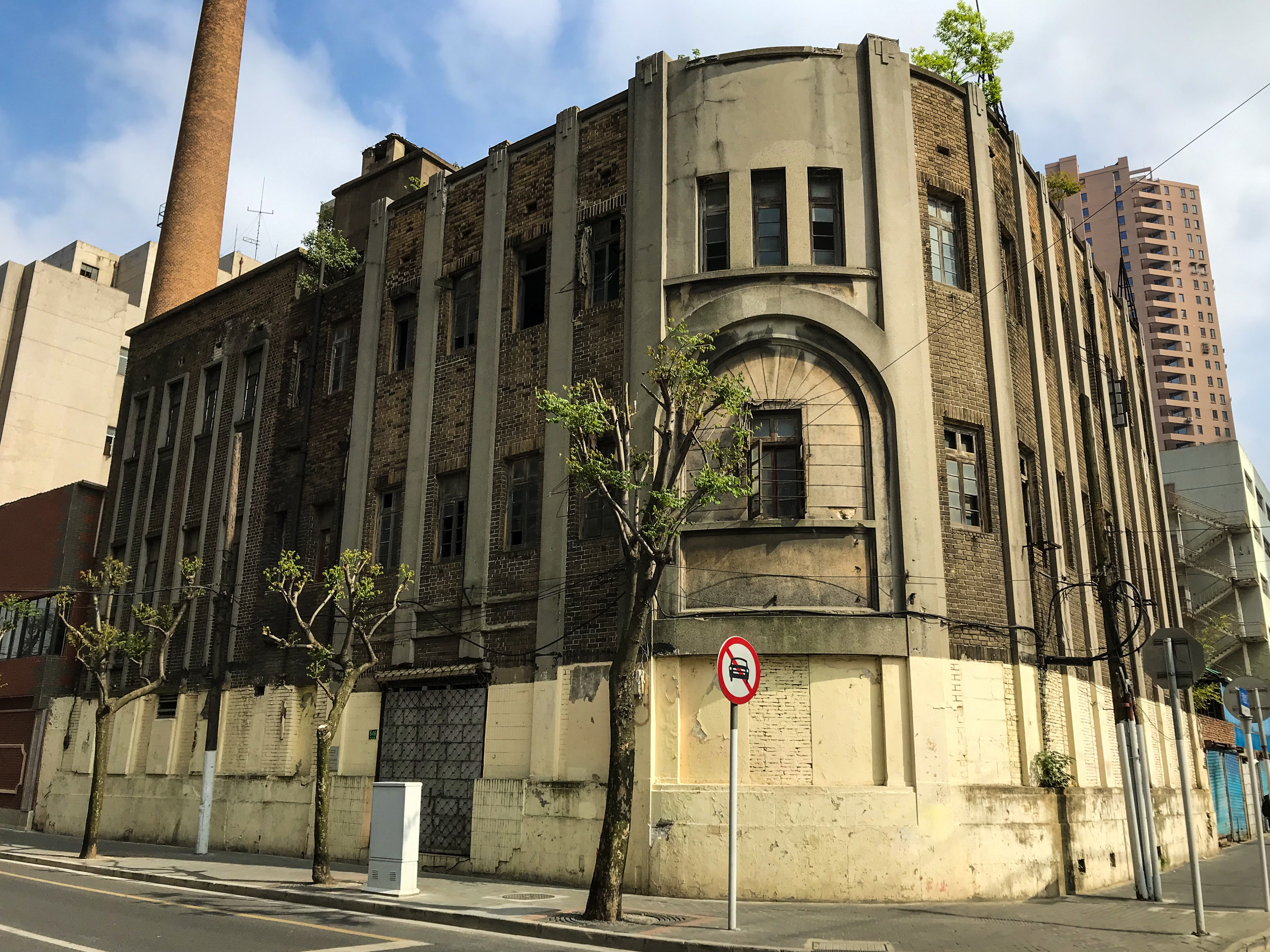

上海长途电话局旧址又稱交通部直属上海电话局大楼旧址，是歷史上屬於国民政府交通部直属上海电话局的大楼，位於中國上海靜安區（原閘北區）育嬰堂路160号以及永兴路546号。它是砖混结构（一說钢筋混凝土结构）以及装饰风艺术建築。旧址建筑面积约1100平方米，共三层，门额上有“交通部直辖上海电话局”字样。
該建築於1928年竣工（一說1936年由国民政府交通部建造），當時国民政府交通部将国际无线长途台与国内有线长途电话交换台同时迁入。1937年8月开始营业。後來入選上海市第五批优秀历史建筑清单。